# TVR Tasmin
TVR Tasmin (позже известный как TVR 280i) — спортивный автомобиль, разработанный дизайнерами Оливером Уинтерботтомом и Иэном Джонсом и выпускавшийся британской компанией TVR с 1980 по 1987 год. Выпускался в кузовах купе и кабриолет.

## История
TVR Tasmin был первым серийным автомобилем в мире, который имел как скреплённое ветровое стекло, так и встроенную в элемент обогрева заднего стекла антенну. Как и у всех автомобилей TVR, ходовая часть располагалась в трубчатом пространственном стальном шасси, которое было покрыто порошковым покрытием для дополнительной коррозионной стойкости. Подвеска и рулевое управление были заимствованы у Ford Cortina. Задние рычаги аналогичны конструкциям, ранее применявшимся в автомобилях Lotus, включая ранний Esprit. 
Трансмиссии позаимствованы у Cortina, Granada и Sierra. Тормоза были дисковыми: передние позаимствованы у Granada, а задние — у Jaguar XJ-S. Вспомогательные компоненты были получены от различных ведущих производителей.
Радиатор был позаимствован у Ford Granada Mk2 и Range Rover. Рулевая колонка и связанное с ней распределительное устройство тоже менялись с годами.

## Особенности
TVR Tasmin приводился в движение 2,8-литровым двигателем Ford Cologne V6 с впрыском топлива Bosch мощностью 119 кВт (160 л. с.) или же 2,0-литровым двигателем Ford Pinto TL20 I4 (с 1981 года) мощностью 75 кВт (100 л. с.). Каждый двигатель сочетался в паре с четырёх-/пятиступенчатой механической или же трёхступенчатой автоматической трансмиссией.

## Галерея

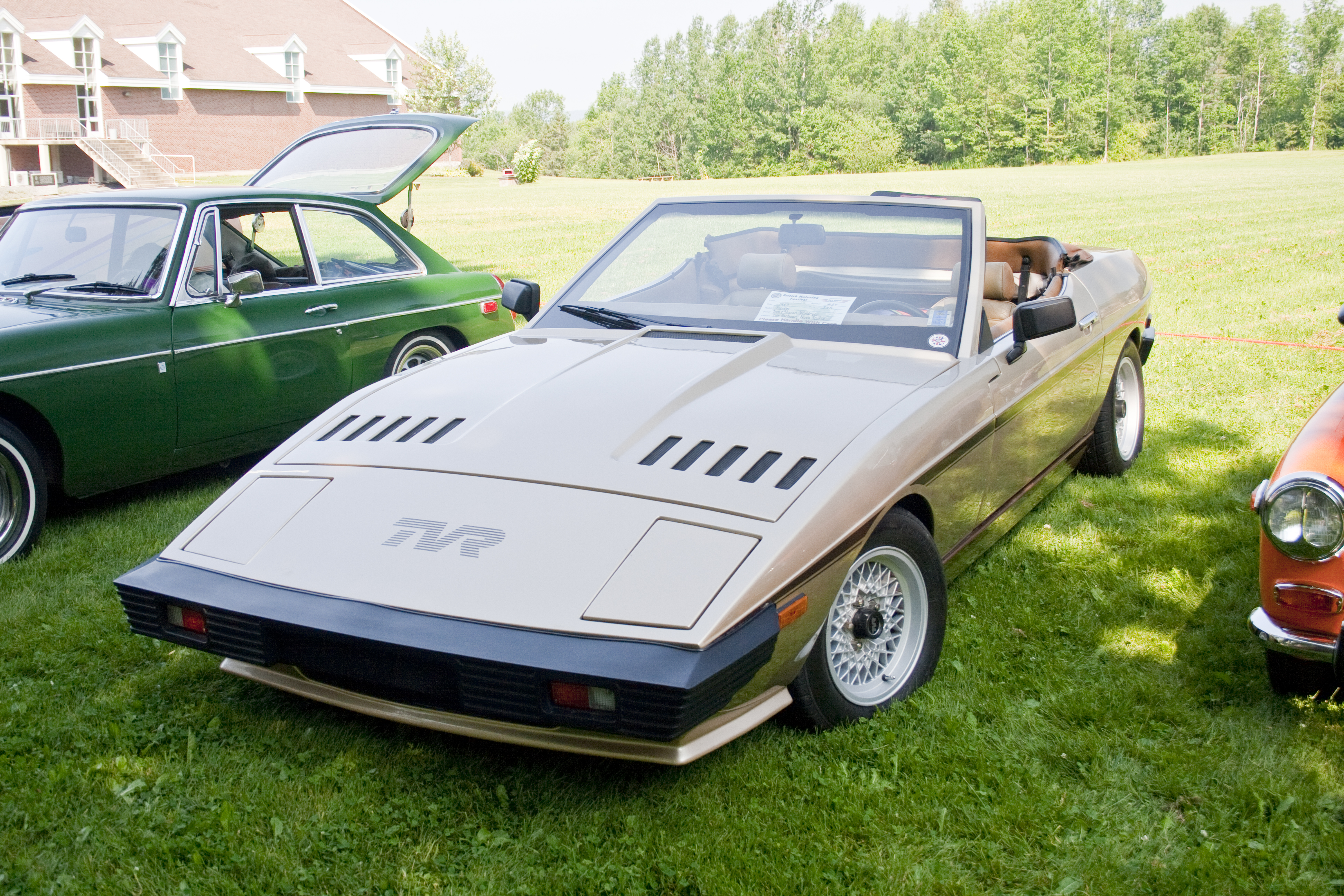
TVR Tasmin
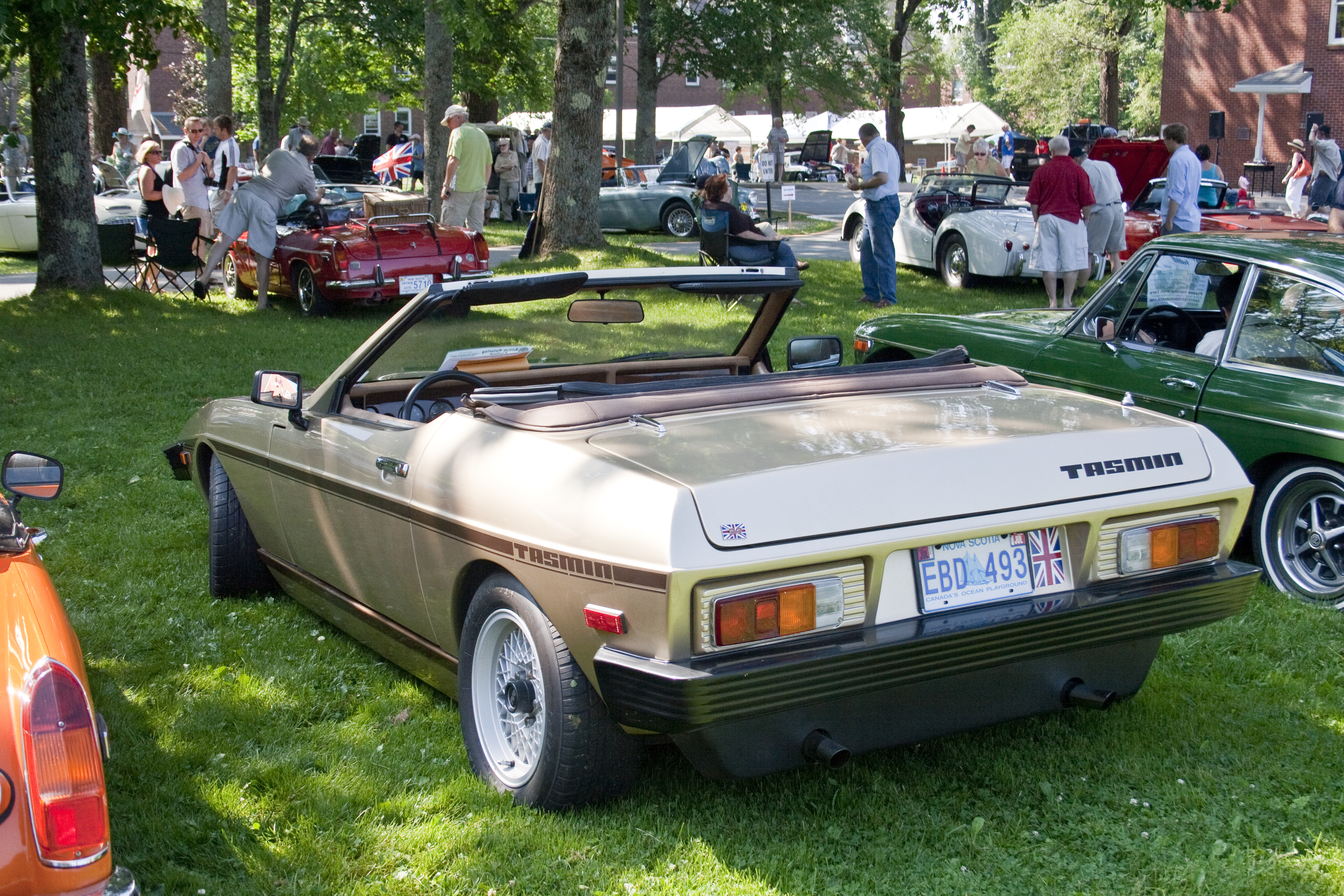
TVR Tasmin
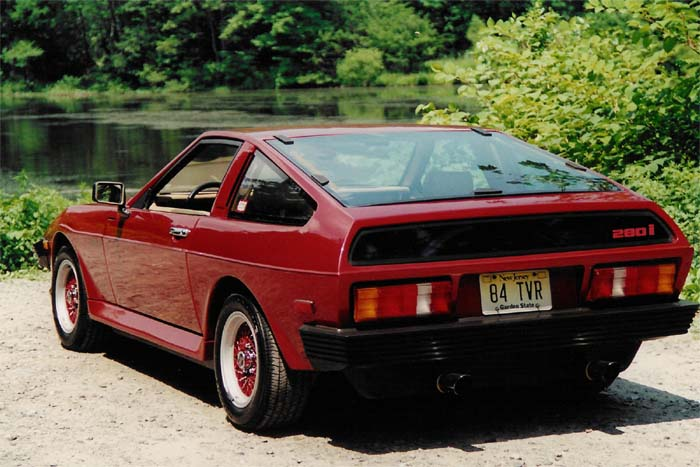
TVR 280i
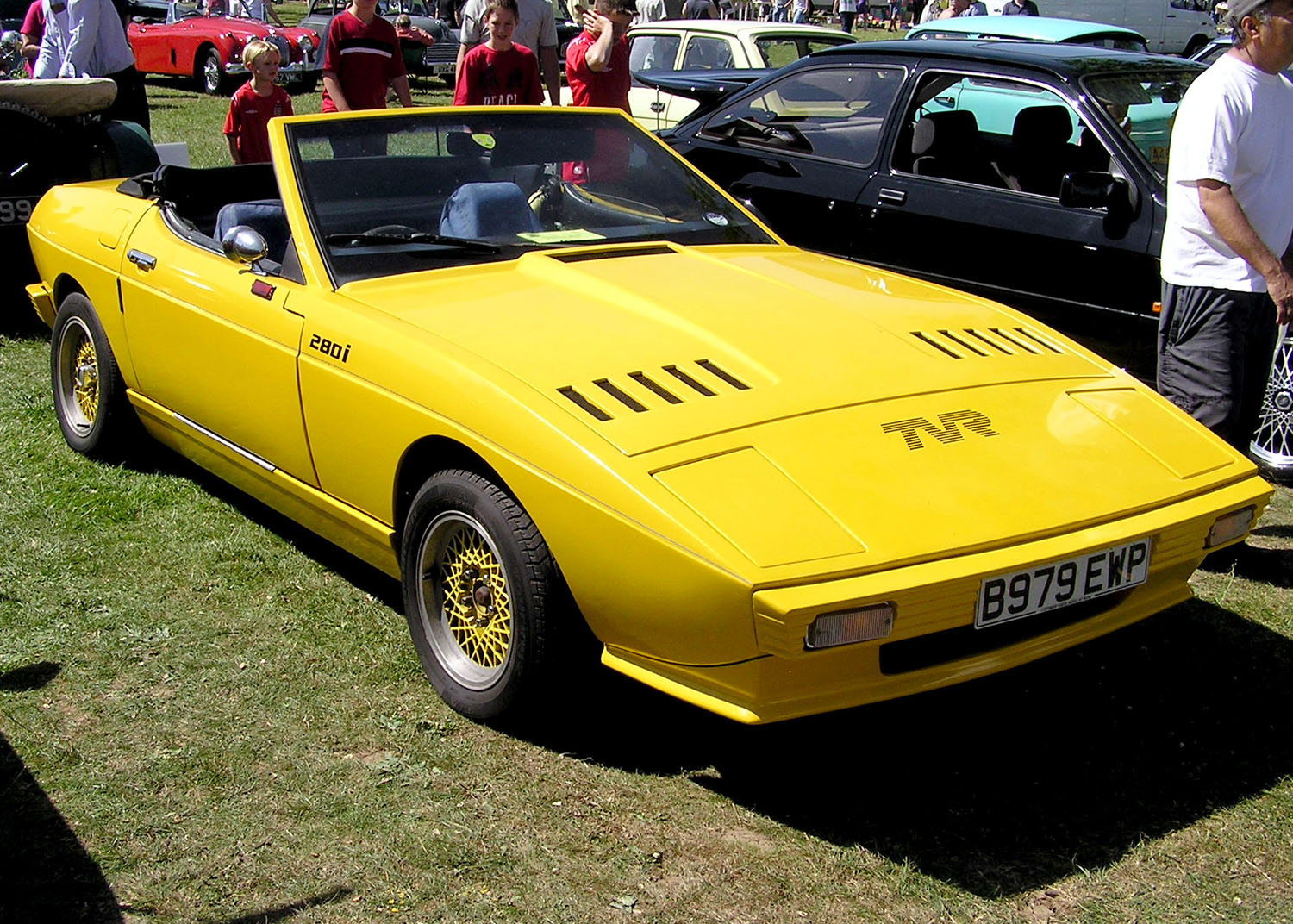
TVR 280i